# Raffineries du Canada
Cet article fournit différentes informations et statistiques sur le raffinage du pétrole au Canada. 

## Les raffineries canadiennes (par province)

### Terre-Neuve et Labrador
1. North Atlantic Refining - Raffinerie de Come By Chance : 115 000 barils par jour

### Nouvelle-Écosse
1. L'Impériale Esso - Raffinerie de Dartmouth : 88 000 barils par jour

### Nouveau-Brunswick
1. Irving Oil - Raffinerie de Saint-Jean, Nouveau-Brunswick : 300 000 barils par jour[1]

### Québec
1. Valero - Raffinerie Jean Gaulin de Lévis : 265 000 barils par jour[2]
2. Suncor - Raffinerie de Montréal : 160 000 barils par jour[3]
3. Shell Canada - Raffinerie de Montréal-Est : 161 000 barils par jour (démantelée en 2010 et convertie en terminal pétrolier)

### Ontario
1. L'Impériale Esso - Raffinerie de Sarnia : 115 000 barils par jour
2. Shell Canada - Raffinerie de Sarnia : 72 000 barils par jour
3. Suncor - Raffinerie de Sarnia : 85 000 barils par jour[4]
4. L'Impériale Esso - Raffinerie de Nanticoke : 112 000 barils par jour

### Saskatchewan
1. Coopérative - Raffinerie de Regina : 145 000 barils par jour
2. Husky Energy - Raffinerie de Lloydminster : 25 000 barils par jour

### Alberta
1. L'Impériale Esso - Raffinerie de Strathcona : 187 000 barils par jour
2. Suncor (depuis août 2009, anciennement Pétro-Canada) - Raffinerie de Edmonton : 135 000 barils par jour
3. Shell Canada - Raffinerie de Scotford : 100 000 barils par jour

L'Alberta compte aussi 5 pré-raffineries, qui transforment le bitume brut en pétrole brut de synthèse, lequel doit ensuite être raffiné.
1. Scotford Upgrader, Scotford, (AOSP - Shell Canada 60%, Chevron Corporation 20%, Marathon Oil 20%), 250 000 barils par jour (40 000 m3)
2. Horizon Oil Sands, Fort McMurray, (Canadian Natural Resources Limited), 110 000 barils par jour (17 000 m3)
3. Long Lake, Fort McMurray, (OPTI Canada Inc. 35% et Nexen Inc. 65%), 70 000 barils par jour (11 000 m3)
4. Syncrude, Fort McMurray, (Canadian Oil Sands Trust, Imperial Oil, Suncor, Nexen, Conoco Phillips, Mocal Energy et Murphy Oil), 350 000 barils par jour (56 000 m3)
5. Suncor, Fort McMurray, (Suncor), 350 000 barils par jour (56 000 m3).

### Colombie-Britannique
1. [Parkland Fuel Corp.] - Raffinerie de Burnaby : 52 000 barils par jour
2. Husky Energy - Raffinerie de Prince George : 10 000 barils par jour

## Production par province
1. Terre-Neuve-et-Labrador : 115 000 barils par jour
2. Nouveau-Brunswick : 300 000 barils par jour
3. Nouvelle-Écosse : 88 000 barils par jour
4. Québec : 425 000 barils par jour
5. Ontario : 384 000 barils par jour
6. Saskatchewan : 115 000 barils par jour
7. Alberta : 422 000 barils par jour
8. Colombie-Britannique : 62 000 barils par jour

Total : 1 911 000 barils par jour en 2013.

## Les unités de raffinerie et leur définition
Pour un article plus général, voir Raffinage du pétrole.
1. Distilliation de brut : Il s'agit du cœur de la raffinerie. Cette unité est le pilier central de la raffinerie puisque le pétrole brut est raffiné dans cette unité. Il s'agit aussi de la première étape du raffinage. Il existe plusieurs types d'unité de distillation de brut comme une unité de distillation de brut atmosphérique ou comme aussi une unité de distillation de brut sous-vide et plus encore.
2. Craqueur catalytique : Cette unité permet aux produits plus lourds de devenir des produits plus utiles par séparation moléculaire. Pour ce fait, il faut avoir une température très élevée pour faire une telle séparation.
3. Craqueur catalytique fluide : La séparation des molécules se fait avec une pression réduite et à une température de 520 degrés Celsius au moyen d’un catalyseur à base de zéolithe.
4. Hydrocraqueur : unité qui fonctionne à une haute pression à 425 degrés Celsius. Cette unité est composée de deux réacteurs catalytiques en série afin d’alléger la solidité du liquide. C’est aussi une unité qui permet de réduire la teneur en soufre dans les produits. Elle permet d’éliminer les impuretés et l’azote dans les essences.
5. Alkylation : unité qui fait le processus inverse de l’unité de craquage catalytique. Elle rend les substances légères plus solides comme l’isobutane et le butylène en un meilleur mélange pour l’essence.
6. Polymérisateur : procédé par lequel les molécules légères subissent une réaction spéciale pour former plusieurs molécules dans la fabrication de l’essence et comme charge d’alimentation pour la production de nonènes.
7. Cokéfaction (cokeur) : procédé de raffinage dans lequel la houille se transforme en coke. L’unité de cokéfaction se nomme cokeur. Ce cokeur crée du charbon pour les centrales thermiques. La plupart des raffineries canadienne ont une telle unité. Petro-Canada projette de construire une unité de cokéfaction à Pointe aux Trembles.
8. Reformeur catalytique : transformation du naphta en un produit à un haut indice d’octane. C’est un produit pour les unités pétrochimiques et pour le mélange d’essences. Il y a là la conversion des essences de la raffinerie.
9. Craqueur thermique : La haute température permet de séparer les molécules de l’essence et du gazole.
10. Désulfurateur d'essence ou de diesel : Depuis ces derniers temps, au Canada, il est obligatoire d'avoir dans une raffinerie une unité qui assure la diminution de la teneur en soufre des produits de la raffinerie pour respecter les nouvelles normes fédérales.